# حادث رأس برقة
حادثة رأس برقة، هي حادثة إطلاق النار الشهيرة في يوم 5 أكتوبر عام 1985م في شبه جزيرة سيناء المصرية والتي تعرض السياح الإسرائيليين بعدما محاولتهم صعود تلة لمشاهدة الغروب، وأثر على ذلك مقتل 7 إسرائيليين بينهم 4 أطفال وجرح 4 آخرين، كذلك حاول ظابط مصري ايقافه فقام بقتله عن طريق الخطأ.

## الهجوم
تقع رأس برقة أو رأس جربة على بعد 25 ميلاً من الحدود المصرية-الإسرائيلية بين طابا ونويبع حيث يخدم سليمان، وكان يقع بالقرب منها منتجع سياحي يدعى البساتين. في وقت متأخر من ظهر يوم 5 أكتوبر 1985، أثناء قيام سليمان بنوبة حراسته المعتادة، فوجئ بمجموعة من السائحيين الإسرائيليين يحاولون تسلق الهضبة والتي أعتاد بعض السائحين تسلقها لمشاهدة الغروب، كانت بالقرب من نقطة حراسته فأمرهم بالتوقف وعدم اجتياز المنطقة وعندما لم يستجيبوا فتح عليهم النار من بندقيته الآلية.
قُتل في الحادث سبعة إسرائيليين (أربعة أطفال وامرأتين ورجل واحد) كما أُصيب أربعة آخرين، كذلك قتل سليمان ضابطاً مصرياً عندما حاول اعتقاله، تزعم السلطات الإسرائيلية أن جنود الأمن المركزي المصري رفضوا مساعدة الجرحى. علاوة على ذلك، منعوا طبيباً إسرائيلياً وسائحين آخرين تحت تهديد السلاح من تقديم أي مساعدة لهم.
دفعت السلطات المصرية تعويضات لعائلات القتلى تقدر بنحو 107 آلاف دولار لكل أسرة (500 ألف دولار في المجمل) في 1989.

## القتلى
الوفيات
قتلى مدنيون إسرائيليون
قُتل سبعة أشخاص في الهجوم:
- هامان شيلح – قاضي إسرائيلي في محكمة الصلح في القدس.[9] كان ابن الشاعر الإسرائيلي يوناتان راتوش، مؤسس الحركة الكنعانية.[10]
- إيلانا شيلاخ – زوجة هامان شيلح

تسليل شالح – ابنة هامان
- أنيتا جريفيل، 38 عامًا، من القدس – عالمة اجتماع من مواليد كندا في الجامعة العبرية في القدس أمير باوم، 10 أعوام، من القدس[11]
- دينا باري، 10 سنوات، من القدس[12]
- عوفري توريل، 13 عامًا، من كريات طبعون.[13]

## ردود الفعل

سليمان خاطر في طابع البريدي الإيراني سنة 1986

## وصلات خارجية
- Policeman Shoots, Kills 8 In Egypt's Sinai Peninsula – published on the بيتسبرغ برس on 6 October 1985